# Jag har beslutat att följa Jesus
Jag har beslutat att följa Jesus är en folklig så kallad spiritualsång, som i en del källor sägs ha indiskt ursprung och i andra engelskt. Ursprungstiteln är I have decided to follow Jesus. Psalmen översattes 1967 till svenska av Larseric Janson (född 1923) som var vice VD i Dagengruppen och IBRA Radios direktör. Den är använd världen över i samband med dop och företrädesvis inom den baptistiska pingströrelsen. Den infördes dock inte till Sverige och de svenska sångböckerna förrän med Jansons översättning.
Den svenska översättningen från 1967 är belagd med upphovsrättligt skydd. Men melodin med den engelska texten är tillgänglig på den externa melodilänken.

## Publicerad i
- Psalmer och sånger som nummer 594 under rubriken "Att leva av tro - Omvändelse".[2]
- Segertoner 1988 som nummer 513 under rubriken "Att leva av tro - Omvändelse".[1]